# Чемпионат России по хоккею с шайбой 2004/2005 (составы)
Составы команд чемпионата России по хоккею с шайбой 2004/05.
Указано гражданство хоккеистов, не являвшихся гражданами России (согласно eliteprospects.com).

Игроки НХЛ, выступавшие во время локаута.

### 1. «Динамо»
Вратари:  Виталий Еремеев, Александр Ерёменко, Виталий Коваль (0 матчей).
Защитники: Владислав Бульин, Сергей Вышедкевич,  Томаш Гарант, Александр Ждан, Алексей Комаров, Максим Кузнецов, Дмитрий Лоптев, Андрей Марков, Илья Никулин, Олег Ореховский, Яков Рылов, Андрей Скопинцев,  Алексей Трощинский, Николай Цулыгин, Игорь Щадилов.
'Нападающие: Максим Афиногенов, Юрий Бабенко,  Любош Бартечко, Альберт Вишняков, Игорь Волков, Владимир Воробьев,  Мартин Гавлат, Павел Дацюк, Владислав Евсеев, Владимир Карпов, Денис Карцев, Алексей Кудашов, Игорь Мирнов, Александр Овечкин, Константин Романов,  Павел Роса, Александр Савченков, Сергей Самсонов, Александр Степанов, Алексей Терещенко, Александр Фролов, Александр Харитонов, Артем Чубаров, Алексей Чупин,  Вадим Шахрайчук.
Главный тренер: Владимир Крикунов.

### 2. «Лада»
Вратари: Василий Кошечкин,  Юсси Маркканен, Максим Михайловский.
Защитники: Дмитрий Воробьёв, Алексей Емелин, Андрей Есипов, Максим Кондратьев, Андрей Кручинин, Владимир Маленьких, Филипп Метлюк, Григорий Панин, Александр Селуянов,  Максим Семёнов, Александр Титов, Андрей Яханов.
Нападающие: Дмитрий Афанасенков, Олег Белкин, Руслан Берников, Александр Бойков, Александр Бумагин, Александр Бутурлин, Юрий Буцаев, Константин Волков, Илья Воробьёв, Игорь Григоренко, Станислав Жмакин,  Дайнюс Зубрус, Дмитрий Казионов, Виктор Козлов, Антон Крысанов, Андрей Михнов, Александр Нестеров, Иван Новосельцев, Михаил Севостьянов, Сергей Севостьянов, Александр Сёмин, Александр Скугарев.
Главный тренер: Пётр Воробьёв.

### 3. «Локомотив»
Вратари:  Марк Ламот, Егор Подомацкий, Евгений Лобанов.
Защитники: Алексей Васильев, Илья Горохов, Денис Гроть, Сергей Жуков, Александр Карповцев, Дмитрий Красоткин, Дмитрий Мегалинский,  Кертис Мерфи,  Карел Рахунек, Александр Рязанцев, Кирилл Сафронов,  Мартин Штепанек.
Нападающие: Владимир Антипов,  Николай Антропов (← «Ак Барс»), Антон Бут, Дмитрий Власенков, Александр Галимов, Константин Глазачев, Андрей Коваленко, Игорь Королев, Артем Крюков, Крэйг Миллс, Алексей Михнов, Александр Науров, Иван Непряев,  Константин Руденко, Владимир Самылин, Пётр Счастливый, Иван Ткаченко, Григорий Шафигулин, Денис Швидкий, Алексей Яшин.
Главный тренер:  Кари Хейккиля.
Покинули команду.

## «Авангард»
- Вр  Норм Маракл
- Вр Максим Соколов
- Вр  Паули Якс
- Зщ Алексей Бондарев
- Зщ Сергей Гусев
- Зщ Александр Гуськов
- Зщ  Кирилл Кольцов
- Зщ Никита Никитин
- Зщ  Игорь Никитин I
- Зщ Олег Ореховский
- Зщ Юрий Панов
- Зщ Дмитрий Рябыкин
- Зщ Олег Твердовский
- Зщ Александр Юдин
- Нп Константин Баранов
- Нп  Ярослав Беднарж
- Нп Александр Егоров
- Нп Дмитрий Затонский
- Нп  Алексей Калюжный
- Нп Андрей Коваленко
- Нп Сергей Королёв
- Нп Сергей Кривокрасов
- Нп Антон Курьянов
- Нп Андрей Назаров
- Нп Александр Пережогин
- Нп Александр Попов
- Нп Александр Прокопьев
- Нп  Константин Пушкарев
- Нп Андрей Разин
- Нп Дмитрий Субботин
- Нп Андрей Субботин
- Нп Максим Сушинский
- Нп Сергей Тополь
- Нп Евгений Хацей
- Нп Егор Шастин
- Нп  Яромир Ягр
- Главный тренер: Валерий Белоусов

## «Металлург» Магнитогорск
- Вр  Роман Малек
- Вр Андрей Малков
- Вр Евгений Набоков
- Вр Илья Проскуряков
- Вр  Константин Симчук ← «Сибирь»
- Вр Антон Худобин
- Зщ Виталий Атюшов
- Зщ Александр Бойков
- Зщ Евгений Варламов
- Зщ Сергей Гончар
- Зщ Дмитрий Калинин
- Зщ Роман Кухтинов
- Зщ Алексей Литвиненко ← СКА
- Зщ Артём Носов
- Зщ Евгений Петрочинин
- Зщ Николай Сёмин
- Зщ  Андрей Соколов
- Зщ  Мартин Чех
- Нп Сергей Арекаев
- Нп Евгений Гладских
- Нп Дмитрий Гоголев
- Нп Равиль Гусманов
- Нп Юрий Добрышкин
- Нп Николай Заварухин
- Нп Алексей Кайгородов
- Нп Валерий Карпов
- Нп Эдуард Кудерметов
- Нп Дмитрий Макаров
- Нп Константин Макаров
- Нп Евгений Малкин
- Нп  Андрей Недорост → «Нефтехимик»
- Нп Андрей Никитенко
- Нп Дмитрий Пестунов
- Нп Сергей Пискунов
- Нп Андрей Разин
- Нп Александр Савченков
- Нп  Петр Сикора
- Нп Алексей Тертышный
- Нп Фёдор Фёдоров ← «Спартак»
- Нп  Патрик Элиаш
- Главный тренер:  Марек Сикора

## «Ак Барс»
- Вр  Фрэд Брэйтуэйт
- Вр Николай Хабибулин
- Вр Андрей Ан. Царев
- Зщ Дмитрий Балмин
- Зщ Дмитрий Быков
- Зщ Александр Гуськов
- Зщ Денис Денисов
- Зщ Алексей Житник
- Зщ Николай Игнатов
- Зщ Дарюс Каспарайтис
- Зщ  Сергей Климентьев
- Зщ Константин Корнеев
- Зщ Андрей Первышин
- Зщ Виталий Прошкин
- Зщ  Геннадий Разин → «Нефтехимик»
- Зщ  Руслан Салей
- Нп  Николай Антропов → «Локомотив»
- Нп Денис Архипов
- Нп  Сергей Варламов → «Сибирь»
- Нп  Томаш Власак
- Нп  Ярослав Глинка
- Нп Александр Дроздецкий
- Нп Вадим Епанчинцев
- Нп Михаил Жуков
- Нп Данис Зарипов
- Нп Сергей Зиновьев
- Нп Алексей Ковалев
- Нп Илья Ковальчук
- Нп Вячеслав Козлов
- Нп  Венсан Лекавалье
- Нп Энвер Лисин
- Нп Денис Логинов
- Нп Алексей Морозов
- Нп  Дэвид Немировски → СКА
- Нп  Микаэль Нюландер ← СКА
- Нп Денис Платонов
- Нп  Брэд Ричардс
- Нп Александр Рыбаков
- Нп Алексей Симаков
- Нп Евгений Федоров
- Нп  Дэни Хитли
- Нп Александр Чербаев
- Нп Виталий Ячменев
- Главный тренер: Зинэтула Билялетдинов

## «Металлург» Новокузнецк
- Вр  Иван Базылеев
- Вр Иван Полошков
- Вр Вадим Тарасов
- Вр  Сергей Шабанов
- Зщ Алексей Белоусов
- Зщ Андрей Евстафьев
- Зщ Денис Ежов
- Зщ  Алексей Коледаев
- Зщ  Иржи Марушак
- Зщ  Ангел Николов
- Зщ Дмитрий Пархоменко
- Зщ  Евгений Пупков
- Зщ Михаил Тюляпкин
- Зщ Михаил Чернов
- Зщ Евгений Штайгер
- Нп Вадим Аверкин
- Нп  Виктор Александров
- Нп Анатолий Васильев
- Нп Илья Горбушин
- Нп Александр Гутов
- Нп Александр Крюков
- Нп  Николай Курочкин
- Нп Сергей Кутявин
- Нп Евгений Лапин
- Нп Алексей Медведев
- Нп Сергей Москалев
- Нп Евгений Муратов
- Нп Андрей Назаров
- Нп  Фёдор Полищук
- Нп Владимир Стулов
- Нп Денис Тюрин
- Нп Алексей Уваров
- Нп Валерий Хлебников
- Нп Сергей Шаламай
- Главный тренер: Николай Соловьёв

## «Нефтехимик»
- Вр Сергей Звягин
- Вр Ильдар Мухометов
- Зщ Дмитрий Балмин
- Зщ  Алексей Васильченко
- Зщ Максим Галанов
- Зщ Александр Горелов
- Зщ Георгий Мишарин
- Зщ  Ярослав Недвед
- Зщ Андрей Плеханов
- Зщ  Геннадий Разин ← «Ак Барс»
- Зщ Денис Соколов
- Зщ  Томаш Староста
- Зщ Ремир Хайдаров
- Зщ Владимир Чебатуркин
- Зщ Станислав Шальнов
- Зщ  Денис Шемелин
- Нп Николай Бардин
- Нп  Михаил Грабовский
- Нп Олег Губин
- Нп Александр Дроздецкий
- Нп  Юрий Дьяченко ← «Сибирь»
- Нп Радик Закиев
- Нп Ринат Касьянов
- Нп Сергей Коньков
- Нп Денис Кочетков
- Нп Максим Краев
- Нп  Роман Кукумберг
- Нп  Мирослав Лажо
- Нп  Теро Лехтеря
- Нп  Андрей Недорост ← «Металлург» Мг
- Нп Сергей Немолодышев → «Молот»
- Нп Дмитрий Обухов
- Нп Максим Осипов
- Нп Максим Пестушко
- Нп Денис Платонов
- Нп Владислав Поперечный
- Нп Андрей Поснов
- Нп Алексей Симаков
- Нп Василий Смирнов
- Нп Андрей Ал. Царев
- Нп Василий Чистоклетов
- Главный тренер: Всеволод Елфимов

## 9. «Химик»
- Вр Алексей Егоров
- Вр  Мэнни Легаси
- Вр  Петерис Скудра
- Зщ  Брайан Аллен
- Зщ Виталий Вишневский
- Зщ Олег Волков
- Зщ Андрей Дылевский
- Зщ Андрей Заболотнев
- Зщ Рустем Камалетдинов
- Зщ Игорь Князев
- Зщ Виктор Котов
- Зщ Александр Любимов
- Зщ Михаил Любушин
- Зщ Денис Макаров
- Зщ Андрей Поддякон
- Зщ Андрей Сапожников
- Зщ Кирилл Сафронов
- Зщ Виктор Соколов
- Нп Юрий Бабенко
- Нп  Ян Бенда ← «Северсталь»
- Нп Лев Бердичевский
- Нп Артём Биккиняев
- Нп Павел Бойченко
- Нп Сергей Брылин
- Нп Алексей Глухов
- Нп Алексей Деев
- Нп Антон Дубинин
- Нп Валерий Каменский
- Нп Дмитрий Квартальнов
- Нп Вячеслав Козлов
- Нп Александр Королюк
- Нп Сергей Кочетков
- Нп Илья Крикунов
- Нп  Дмитрий Лаврентьев
- Нп Дмитрий Левинский
- Нп Альберт Лещев
- Нп  Владимир Махулда
- Нп Денис Метлюк
- Нп  Камил Пирош
- Нп  Алексей Поникаровский
- Нп Андрей Потайчук
- Нп Александр Романов
- Нп Артём Рыбин
- Нп Герман Титов
- Нп Дмитрий Шамолин
- Нп Алексей Шкотов
- Нп Александр Юньков
- Главный тренер: Владимир Юрзинов-мл. (до 4 октября), Владимир Мариничев.

## 10. ЦСКА
- Вр  Иржи Трвай
- Вр Александр Фомичев
- Зщ Михаил Баландин
- Зщ Антон Белов
- Зщ Дмитрий Ерофеев
- Зщ Денис Куляш
- Зщ Андрей Мухачев
- Зщ Евгений Наместников
- Зщ Николай Сёмин
- Зщ Павел Траханов
- Зщ  Ян Хейда
- Зщ Вадим Хомицкий
- Зщ  Мартин Штрбак
- Нп Сергей Аншаков
- Нп Вячеслав Буцаев
- Нп Игорь Емелеев
- Нп Николай Жердев
- Нп Олег Кваша → «Северсталь»
- Нп Сергей Королёв
- Нп Алексей Кудашов
- Нп Николай Лемтюгов
- Нп Сергей Мозякин
- Нп Андрей Никитенко
- Нп Андрей Николишин
- Нп Александр Никулин
- Нп Сергей Огородников
- Нп Денис Паршин
- Нп Александр Полушин
- Нп Николай Пронин
- Нп Олег Сапрыкин
- Нп Сергей Соин
- Нп  Дмитрий Уппер
- Нп Александр Фролов
- Нп  Владимир Цыплаков
- Нп Сергей Широков
- Нп Максим Якуценя
- Главный тренер: Вячеслав Быков

## 11. «Северсталь»
- Вр Максим Михайловский
- Вр  Душан Салфицки
- Вр Виктор Чистов
- Зщ Олег Волков
- Зщ Сергей Гимаев
- Зщ Андрей Зюзин
- Зщ Евгений Королев
- Зщ Игорь Никитин II
- Зщ Артур Октябрев
- Зщ  Алеш Пиша
- Зщ Раиль Розаков
- Зщ Сергей Розин
- Зщ Алексей Тезиков
- Зщ Василий Турковский
- Зщ Андрей Шефер
- Зщ Дмитрий Юшкевич
- Нп Алексей Бадюков
- Нп Егор Башкатов
- Нп Андрей Башкиров
- Нп  Ян Бенда → «Химик»
- Нп Сергей Бердников
- Нп Руслан Берников
- Нп Олег Болтунов
- Нп Вячеслав Буцаев
- Нп Илья Горбушин
- Нп Александр Гулявцев
- Нп Сергей Золотов
- Нп Дмитрий Квартальнов
- Нп Олег Кваша ← ЦСКА
- Нп Алексей Кознев
- Нп Семен Кокуев
- Нп  Александр Корешков ← «Сибирь»
- Нп  Евгений Корешков ← «Сибирь»
- Нп Сергей Кривокрасов
- Нп Константин Михайлов
- Нп Руслан Нуртдинов
- Нп Андрей Петрунин
- Нп Александр Плющев
- Нп Артём Рыбин
- Нп Максим Рыбин
- Нп Игорь Скороходов
- Нп Максим Спиридонов
- Нп Павел Торгаев
- Нп Юрий Трубачёв
- Нп  Ян Чалоун → «Сибирь»
- Главный тренер: Сергей Михалёв

## 12. СКА
- Вр Сергей Белов
- Вр  Маркус Корхонен
- Вр  Андрей Мезин
- Вр  Гарт Сноу
- Зщ Ян Голубовский
- Зщ Марат Давыдов
- Зщ Алексей Данилов
- Зщ Александр Завьялов
- Зщ Дмитрий Иванов
- Зщ Максим Кузнецов
- Зщ Алексей Литвиненко → «Металлург» М
- Зщ Валерий Покровский
- Зщ Алексей Семенов
- Зщ Сергей Сёмин
- Зщ Николай Сырцов
- Зщ Фёдор Тютин
- Зщ  Марк Уоттон
- Зщ Александр Хаванов
- Нп Алексей Акифьев
- Нп Павел Бойченко
- Нп Никита Выглазов
- Нп Андрей Галушкин
- Нп Александр Гольц
- Нп Константин Горовиков
- Нп Алексей Горшков
- Нп Дмитрий Дмитриев
- Нп Александр Зевахин
- Нп Валерий Зелепукин
- Нп Дмитрий Кириленко
- Нп Алексей Коптяев
- Нп Сергей Королёв
- Нп Михаил Кулешов
- Нп Егор Михайлов
- Нп  Дэвид Немировски ← «Ак Барс»
- Нп  Микаэль Нюландер → «Ак Барс»
- Нп Владимир Петров
- Нп Роман Сычев
- Нп Евгений Туник
- Нп  Майк Уотт
- Нп Руслан Хасаншин
- Нп Александр Чербаев
- Нп Егор Шастин
- Нп Александр Шинкарь
- Главный тренер: Борис Михайлов

## 13. «Салават Юлаев»
- Вр  Сергей Наумов
- Вр Сергей Николаев
- Вр  Йони Пуурула
- Зщ Александр Гришин
- Зщ Андрей Зубарев
- Зщ Андрей Зюзин
- Зщ Леонид Канарейкин
- Зщ Сергей Карпов
- Зщ Владислав Корнеев
- Зщ Андрей Кутейкин
- Зщ Владимир Логинов
- Зщ Владислав Озолин
- Зщ  Теро Пааппанен
- Зщ Вячеслав Селуянов
- Зщ Василий Сыса
- Зщ  Атварс Трибунцов ← «Спартак»
- Зщ Николай Цулыгин
- Зщ Сергей Якимович
- Зщ Андрей Яханов
- Нп Руслан Абдрахманов
- Нп Сергей Акимов
- Нп Сергей Аншаков
- Нп Артём Булянский
- Нп Игорь Волков
- Нп Алик Гареев
- Нп Владимир Горбунов
- Нп Игорь Григоренко
- Нп Владислав Евсеев
- Нп Владимир Жмаев
- Нп Станислав Жмакин
- Нп Николай Заварухин
- Нп Александр Зевахин
- Нп Дмитрий Зюзин
- Нп Владимир Карпов
- Нп Дмитрий Клевакин
- Нп Дмитрий Макаров
- Нп  Андрей Михнов ← «Лада»
- Нп Руслан Нуртдинов
- Нп  Дмитрий Панков
- Нп Асхат Рахматуллин
- Нп Сергей Сальников
- Нп Андрей Сидякин
- Нп Андрей Таратухин
- Нп Ринат Хасанов
- Нп Денис Хлыстов
- Нп Илья Хуринов
- Нп Азат Шарипов
- Главный тренер: Рафаил Ишматов

## 14. «Сибирь»
- Вр  Александр Вьюхин
- Вр  Алексей Кузнецов
- Вр  Константин Симчук → «Металлург» М
- Зщ Александр Аксёненко
- Зщ  Владимир Антипин
- Зщ Сергей Гимаев
- Зщ  Вадим Гловацкий
- Зщ Денис Гроть
- Зщ  Милослав Гурень
- Зщ  Вячеслав Завальнюк
- Зщ Александр Карповцев
- Зщ Алексей Кривченков
- Зщ  Алексей Петушков
- Зщ Роман Попов
- Зщ Раиль Розаков
- Зщ  Ян Срдинко
- Зщ Алексей Тезиков
- Зщ  Дмитрий Толкунов
- Зщ Ильдар Юбин
- Нп Сергей Акимов
- Нп Олег Белов
- Нп  Сергей Варламов ← «Ак Барс»
- Нп  Ондржей Веселы
- Нп Алмаз Гарифуллин
- Нп Константин Глазачев
- Нп Александр Головин
- Нп Илья Докшин
- Нп  Дмитрий Дударев
- Нп  Юрий Дьяченко → «Нефтехимик»
- Нп Сергей Елизаров
- Нп Юрий Ермолин
- Нп Сергей Золотов
- Нп Даниил Карпюк
- Нп Сергей Климович
- Нп  Александр Корешков → «Северсталь»
- Нп  Евгений Корешков → «Северсталь»
- Нп Юрий Кузнецов
- Нп Денис Машанов
- Нп Сергей Миков
- Нп  Алексей Михнов → «Салават Юлаев»
- Нп  Михаил Немировский
- Нп Евгений Павлов
- Нп Вадим Покотило
- Нп Дмитрий Семенов
- Нп  Андрей Скабелка
- Нп Андрей Субботин
- Нп Ринат Хасанов
- Нп  Ян Чалоун ← «Северсталь»
- Нп Андрей Шурупов
- Нп Равиль Якубов
- Главный тренер: Сергей Николаев

## 15. «Спартак»
- Вр Алексей Волков
- Вр Олег Глебов
- Вр Андрей Медведев
- Зщ Михаил Доника
- Зщ  Томаш Жижка
- Зщ Сергей Зимаков
- Зщ Сергей Кагайкин
- Зщ Валерий Климов
- Зщ Алексей Комаров
- Зщ Владимир Корсунов
- Зщ Андрей Лопатин
- Зщ Александр Михайлишин
- Зщ Андрей Поддякон
- Зщ Сергей Решетников
- Зщ  Атварс Трибунцов → «Салават Юлаев»
- Зщ Евгений Цыбук
- Зщ Евгений Шалдыбин
- Нп Алексей Вахрушев
- Нп Михаил Жуков
- Нп Руслан Зайнуллин
- Нп Михаил Иванов
- Нп Константин Кольцов
- Нп Александр Кучерявенко
- Нп Дмитрий Леонов
- Нп Владислав Лучкин
- Нп Владимир Мочалов
- Нп Игорь Мусатов
- Нп Иван Новосельцев
- Нп Антон Носов
- Нп Дмитрий Обухов
- Нп Дмитрий Пестунов
- Нп Андрей Пономарев
- Нп Игорь Радулов
- Нп Александр Романовский
- Нп Максим Рыбин
- Нп  Андрей Самохвалов
- Нп Дмитрий Семин
- Нп Евгений Скачков
- Нп Анатолий Устюгов
- Нп Фёдор Фёдоров → «Металлург» Мг
- Нп  Айгарс Ципрусс
- Нп Артём Чернов
- Нп Сергей Шаламай
- Нп Дмитрий Шандуров
- Нп Игорь Шевцов
- Нп Сергей Шиханов
- Нп  Мартин Штрба
- Нп Андрей Шурупов
- Главный тренер: Сергей Шепелев

## 16. «Молот-Прикамье»
- Вр  Владимир Гудачек
- Вр Сергей Долгих
- Вр Сергей Завьялов
- Вр  Виталий Коваль
- Вр Дмитрий Хомутов
- Зщ  Александр Агневщиков
- Зщ Александр Беркутов
- Зщ Илья Гилев
- Зщ Роман Горбунов
- Зщ  Дмитрий Дубровский
- Зщ  Лукаш Зиб
- Зщ Сергей Кагайкин
- Зщ Сергей Клишин
- Зщ Павел Корепанов
- Зщ  Петр Кубош
- Зщ Дмитрий Лоптев
- Зщ Сергей Мильто
- Зщ Артур Октябрев
- Зщ Владислав Отмахов
- Зщ Сергей Перетягин
- Зщ Антон Пономарев
- Зщ Михаил Рязанов
- Зщ Яков Селезнев
- Зщ Кирилл Смекалин
- Зщ Дмитрий Филимонов
- Зщ Ремир Хайдаров
- Нп Денис Абдуллин
- Нп Евгений Ахметов
- Нп Николай Бардин
- Нп Дмитрий Безруков
- Нп Алексей Булатов
- Нп Виталий Голубничий
- Нп Сергей Губанов
- Нп Александр Гулявцев
- Нп Александр Журун
- Нп Александр Зинин
- Нп Михаил Ипатов
- Нп  Александр Караульщук
- Нп Евгений Карпов
- Нп Дмитрий Кириленко
- Нп Григорий Ковтун
- Нп Сергей Кочетков
- Нп Михаил Кулешов
- Нп Дмитрий Леденцов
- Нп Владислав Лучкин
- Нп Владимир Мочалов
- Нп Дмитрий Набоков
- Нп Сергей Немолодышев ← «Нефтехимик»
- Нп Алексей Пичкалев
- Нп Игорь Полыгалов
- Нп Алексей Репкин
- Нп Евгений Сафронов
- Нп Владимир Севастьянов
- Нп Максим Смельницкий
- Нп Анатолий Степанов
- Нп Антон Шестаков
- Нп Сергей Шипицин
- Главный тренер: Валерий Постников, Геннадий Косолапов (и. о.), Олег Савчук